# Джакомо Распадорі
Джакомо Распадорі (італ. Giacomo Raspadori, нар. 18 лютого 2000, Бентівольйо) — італійський футболіст, нападник клубу «Наполі» і національної збірної Італії.

## Клубна кар'єра
Вихованець клубу «Сассуоло». 26 травня 2019 року в матчі проти «Аталанти» він дебютував в італійській Серії A. Поступово отримував дедалі більше ігрового часу і по ходу сезону 2020/21 молодий гравець вже став стабільним гравцем основного складу.
20 серпня 2022 року на умовах річної оренди з подальшим обов'язковим викупом перейшов до «Наполі».

## Виступи за збірні
Гравець юнацьких та молодіжних збірних Італії. Зі командою Італії U19 брав участь у юнацькому чемпіонаті Європи 2019 року, де забив гол у матчі проти господарів, збірної Вірменії (4:0), а його команда не зуміла подолати груповий етап.
Згодом з молодіжною командою поїхав на молодіжний чемпіонат Європи 2021 року в Угорщині та Словенії, де в матчі проти Словенії (4:0) відзначився голом.
У червні 2021 року дебютував в офіційних матчах у складі національної збірної Італії в рамках підготовки команди до фінальної частини Євро-2020. На самому турнірі, який закінчився перемогою італійців, виходив на поле на заміну в одній грі групового етапу.

## Статистика виступів

### Статистика клубних виступів
Станом на 21 серпня 2022
| Сезон              | Команда            | Чемпіонат          | Чемпіонат | Чемпіонат | Національний кубок | Національний кубок | Національний кубок | Континентальні кубки | Континентальні кубки | Континентальні кубки | Інші змагання | Інші змагання | Інші змагання | Усього | Усього | Усього |
| Сезон              | Команда            | Ліга               | Ігор      | Голів     | Ліга               | Ігор               | Голів              | Ліга                 | Ігор                 | Голів                | Ліга          | Ігор          | Голів         | Ігор   | Голів  |        |
| ------------------ | ------------------ | ------------------ | --------- | --------- | ------------------ | ------------------ | ------------------ | -------------------- | -------------------- | -------------------- | ------------- | ------------- | ------------- | ------ | ------ | ------ |
| 2018–19            | «Сассуоло»         | A                  | 1         | 0         | КІ                 | 0                  | 0                  | -                    | -                    | -                    | -             | -             | -             | 1      | 0      |        |
| 2019–20            | «Сассуоло»         | A                  | 11        | 2         | КІ                 | 2                  | 0                  | -                    | -                    | -                    | -             | -             | -             | 13     | 2      |        |
| 2020–21            | «Сассуоло»         | A                  | 27        | 6         | КІ                 | 1                  | 0                  | -                    | -                    | -                    | -             | -             | -             | 28     | 6      |        |
| 2021–22            | «Сассуоло»         | A                  | 36        | 10        | КІ                 | 2                  | 0                  | -                    | -                    | -                    | -             | -             | -             | 38     | 10     |        |
| серп. 2022         | «Сассуоло»         | A                  | 1         | 0         | КІ                 | 1                  | 0                  | -                    | -                    | -                    | -             | -             | -             | 2      | 0      |        |
| Усього за Sassuolo | Усього за Sassuolo | Усього за Sassuolo | 76        | 18        |                    | 6                  | 0                  |                      | -                    | -                    |               | -             | -             | 82     | 18     |        |
| серп. 2022–23      | «Наполі»           | A                  | 0         | 0         | КІ                 | 0                  | 0                  | ЛЧ                   | 0                    | 0                    | -             | -             | -             | 0      | 0      |        |
| Усього за кар'єру  | Усього за кар'єру  | Усього за кар'єру  | 76        | 18        |                    | 6                  | 0                  |                      | 0                    | 0                    |               | -             | -             | 82     | 18     |        |

### Статистика виступів за збірну
Станом на 21 серпня 2022
| Дата       | Місто             | Господарі | Результат | Гості              | Турнір                                         | Голи | Примітки |
| ---------- | ----------------- | --------- | --------- | ------------------ | ---------------------------------------------- | ---- | -------- |
| 4-6-2021   | Болонья           | Італія    | 4 – 0     | Чехія              | товариський матч                               | -    | 77'      |
| 20-6-2021  | Рим               | Італія    | 1 – 0     | Уельс              | ЧЄ 2020 - 1-й етап                             | -    | 75'      |
| 2-9-2021   | Флоренція         | Італія    | 1 – 1     | Болгарія           | Відбір до ЧС 2022                              | -    | 76'      |
| 5-9-2021   | Базель            | Швейцарія | 0 – 0     | Італія             | Відбір до ЧС 2022                              | -    | 90'      |
| 8-9-2021   | Реджо-нель-Емілія | Італія    | 5 – 0     | Литва              | Відбір до ЧС 2022                              | 1    |          |
| 10-10-2021 | Турин             | Італія    | 2 – 1     | Бельгія            | Ліга націй УЄФА 2020-2021 - матч за 3-тє місце | -    | 66'      |
| 12-11-2021 | Рим               | Італія    | 1 – 1     | Швейцарія          | Відбір до ЧС 2022                              | -    | 79'      |
| 24-3-2022  | Палермо           | Італія    | 0 – 1     | Північна Македонія | Відбір до ЧС 2022                              | -    | 64'      |
| 29-3-2022  | Конья             | Туреччина | 2 – 3     | Італія             | товариський матч                               | 2    | 89'      |
| 1-6-2022   | Лондон            | Італія    | 0 – 3     | Аргентина          | Фіналіссіма 2022                               | -    |          |
| 7-6-2022   | Чезена            | Італія    | 2 – 1     | Угорщина           | Ліга націй УЄФА 2022-2023 - 1-й етап           | -    | 84'      |
| 11-6-2022  | Вулвергемптон     | Англія    | 0 – 0     | Італія             | Ліга націй УЄФА 2022-2023 - 1-й етап           | -    | 76'      |
| 14-6-2022  | Менхенгладбах     | Німеччина | 5 – 2     | Італія             | Ліга націй УЄФА 2022-2023 - 1-й етап           | -    | 46'      |
| Усього     |                   | Матчів    | 13        |                    | Голів                                          | 3    |          |

| Дата       | Місто              | Господарі  | Результат  | Гості    | Турнір                             | Голи | Примітки  |
| ---------- | ------------------ | ---------- | ---------- | -------- | ---------------------------------- | ---- | --------- |
| 3-9-2020   | Ліньяно-Сабб'ядоро | Італія     | 2 – 1      | Словенія | Товариський матч                   | -    |           |
| 13-10-2020 | Піза               | Італія     | 2 – 0      | Ірландія | Кваліфікація молодіжного Євро-2021 | -    | 83'       |
| 15-11-2020 | Діфферданж         | Люксембург | 0 – 4      | Італія   | Кваліфікація молодіжного Євро-2021 | -    | 78'       |
| 18-11-2020 | Піза               | Італія     | 4 – 1      | Швеція   | Кваліфікація молодіжного Євро-2021 | 2    |           |
| 24-3-2021  | Целє               | Чехія      | 1 – 1      | Італія   | Молодіжне Євро-2021 - 1-й етап     | -    | 73'       |
| 27-3-2021  | Марибор            | Іспанія    | 0 – 0      | Італія   | Молодіжне Євро-2021 - 1-й етап     | -    | 70' 90+5' |
| 30-3-2021  | Марибор            | Італія     | 4 – 0      | Словенія | Молодіжне Євро-2021 - 1-й етап     | 1    | 73'       |
| 31-5-2021  | Любляна            | Португалія | 5 – 3 д.ч. | Італія   | Молодіжне Євро-2021 - чвертьфінал  | -    |           |
| Усього     |                    | Матчів     | 8          |          | Голів                              | 3    |           |

## Досягнення
- Чемпіон Італії (2):

«Наполі»: 2022–23, 2024–25
Збірні
- Чемпіон Європи: 2020